# Vladimir Sergeyevich Bystrov
Vladimir Sergeyevich Bystrov (sinh ngày 31 tháng 1 năm 1984 ở Luga) là một tiền vệ cánh người Nga hiện đang chơi cho Zenit St. Petersburg và đội tuyển Nga.

## Euro 2008
Bystrov đã gây ấn tượng mạnh trong 7 trận ở vòng loại Euro 2008 mà anh tham dự, với 2 bàn thắng vô cùng quan trọng đưa Nga vào vòng chung kết. Màn trình diễn của anh khiến các đội bóng lớn không thể bỏ qua và anh đã nhận được những lời đề nghị chuyển sang thi đấu ở Anh và Đức. Bystrov được triệu tập vào danh sách tham dự Euro 2008 của huấn luyện viên Guus Hiddink. Anh đã vào sân từ ghế dự bị trong trận mở màn của đội tuyển Nga, trận thua 4-1 trước đội tuyển Tây Ban Nha, khi vào sân thay Dimitri Sychev ở phút 46.

## Câu lạc bộ
Anh được đảm bảo một vị trí ở CLB và được đánh giá là một trong những cầu thủ có tốc độ tốt nhất ở châu Âu (thú vị hơn, họ của anh dịch sang tiếng Anh nghĩa là "nhanh"). Mùa giải 2008-09, Bystrov là cầu thủ bị phạm lỗi nhiều nhất giải Ngoại Hạng Nga cho thấy anh khó bị chặn lại như thế nào. Vào ngày 27 tháng 8 năm 2008, sau 4 mùa giải chơi cho FC Spartak Moscow, tiền vệ này trở lại đội bóng cũ FC Zenit St. Petersburg và ký hợp đồng tới tháng 6 năm 2014.

## Thống kê
Tính đến 21 tháng 5 năm 2016
| Câu lạc bộ          | Mùa giải            | Giải đấu | Giải đấu | Cúp quốc gia | Cúp quốc gia | Châu Âu | Châu Âu | Tổng cộng | Tổng cộng |
| Câu lạc bộ          | Mùa giải            | Trận     | Bàn      | Trận         | Bàn          | Trận    | Bàn     | Trận      | Bàn       |
| ------------------- | ------------------- | -------- | -------- | ------------ | ------------ | ------- | ------- | --------- | --------- |
| Zenit               | 2002                | 8        | 0        | 2            | 0            | 2       | 0       | 12        | 0         |
| Zenit               | 2003                | 19       | 4        | 5            | 2            | —       | —       | 24        | 6         |
| Zenit               | 2004                | 21       | 1        | 1            | 0            | 6       | 0       | 28        | 1         |
| Zenit               | 2005                | 13       | 1        | 5            | 0            | —       | —       | 18        | 1         |
| Zenit               | Tổng cộng           | 61       | 6        | 13           | 2            | 8       | 0       | 82        | 8         |
| Spartak Moscow      | 2005                | 15       | 3        | —            | —            | —       | —       | 15        | 3         |
| Spartak Moscow      | 2006                | 24       | 6        | 10           | 1            | 9       | 0       | 43        | 7         |
| Spartak Moscow      | 2007                | 18       | 3        | 5            | 0            | 4       | 0       | 27        | 3         |
| Spartak Moscow      | 2008                | 24       | 1        | —            | —            | 7       | 0       | 31        | 1         |
| Spartak Moscow      | 2009                | 18       | 4        | 2            | 0            | —       | —       | 20        | 4         |
| Spartak Moscow      | Tổng cộng           | 99       | 17       | 17           | 1            | 20      | 0       | 136       | 18        |
| Zenit               | 2009                | 10       | 6        | —            | —            | —       | —       | 10        | 6         |
| Zenit               | 2010                | 25       | 6        | 0            | 0            | 4       | 0       | 29        | 6         |
| Zenit               | 2011–12             | 12       | 1        | 2            | 0            | 5       | 0       | 19        | 1         |
| Zenit               | 2012–13             | 20       | 3        | 1            | 0            | 6       | 0       | 27        | 3         |
| Zenit               | 2013–14             | 15       | 0        | 1            | 0            | 5       | 0       | 21        | 0         |
| Zenit               | Tổng cộng           | 82       | 16       | 4            | 0            | 20      | 0       | 106       | 16        |
| Anzhi Makhachkala   | 2013–14             | 11       | 1        | 0            | 0            | 0       | 0       | 11        | 1         |
| Anzhi Makhachkala   | Tổng cộng           | 11       | 1        | 0            | 0            | 0       | 0       | 11        | 1         |
| Krasnodar           | 2014–15             | 19       | 3        | 0            | 0            | 5       | 2       | 24        | 5         |
| Krasnodar           | 2015–16             | 13       | 0        | 2            | 0            | 2       | 0       | 17        | 0         |
| Krasnodar           | Tổng cộng           | 32       | 3        | 2            | 0            | 7       | 2       | 41        | 5         |
| Tổng cộng sự nghiệp | Tổng cộng sự nghiệp | 285      | 43       | 36           | 3            | 55      | 2       | 376       | 48        |